# Subsecretaria de Política Territorial i Funció Pública
La Subsecretaria de Política Territorial i Funció Pública és un òrgan de gestió tècnica del Ministeri de Política Territorial i Funció Pública encarregat de l'àmbit econòmic, de gestió i dels recursos humans del Departament. Aplega competències de les antigues Subsecretaria de la Presidència i Administracions Públiques i de la Subsecretaria d'Hisenda i Funció Pública.

## Funcions
Les seves funcions es regulen en l'Article 11 del Reial decret 863/2018, de 3 d'agost, i les seves funcions són:
- La representació ordinària del Ministeri.
- La direcció, impuls i coordinació de les actuacions relatives a la participació del Departament en els òrgans col·legiats del Govern i en els de col·laboració i suport al Govern.
- Les relacions administratives amb les entitats i organismes dependents del Departament, sense perjudici de les competències atribuïdes a altres òrgans superiors i directius.
- Les relacions institucionals externes i les relacions administratives del Ministeri amb altres departaments ministerials, entitats o administracions públiques en l'àmbit de les competències de la Subsecretaria, sense perjudici de les competències atribuïdes a altres òrgans superiors i directius.
- Assistir a la persona titular del Ministeri en el control d'eficàcia del ministeri i els seus organismes públics.
- La responsabilitat de l'assessorament jurídic al titular del Ministeri en el desenvolupament de les funcions que a aquest li corresponen i, en particular, en l'exercici de la seva potestat normativa i en la producció dels actes administratius de la competència d'aquell, així com als altres òrgans del Ministeri.
- L'elaboració de l'avantprojecte anual de pressupostos del Ministeri i la coordinació dels corresponents a les entitats i organismes públics adscrits, així com el seguiment de l'execució pressupostària i l'autorització i tramitació de les seves modificacions.
- La gestió econòmica i financera i l'estudi, preparació i proposta dels contractes que subscrigui el Departament, sense perjudici de les competències atribuïdes a altres òrgans superiors o directius del Ministeri, així com la coordinació dels òrgans col·legiats del Departament en matèria de contractació.
- La planificació, direcció i administració dels recursos humans dels serveis centrals del Departament i les relacions amb les organitzacions sindicals i entitats representatives del personal, així com la gestió dels plans de formació, acció social i dels programes de prevenció de riscos laborals.
- L'execució dels plans i programes d'inspecció dels serveis i l'avaluació del funcionament dels òrgans i unitats dels serveis centrals, entitats i organismes públics adscrits.
- La tramitació dels expedients de compatibilitat relatius al personal del Ministeri, així com dels organismes públics i entitats vinculats al mateix als quals resulti d'aplicació la normativa sobre incompatibilitats del personal al servei de les administracions públiques. Així mateix, la tramitació dels expedients disciplinaris del personal del Departament.
- La gestió de béns mobles i immobles, del règim interior i serveis generals, de l'inventari, així com l'execució d'obres i el manteniment, conservació i seguretat dels edificis centrals del Departament.
- La direcció i coordinació dels serveis d'informació administrativa, registre i relació amb el ciutadà.
- La liquidació dels extingits Patronats de Cases de Funcionaris Civils de l'Estat.
- Les funcions i tasques que el Decret 1555/1959, de 12 de setembre, i les disposicions posteriors atribuïen a la Comissió Liquidadora d'Organismes.
- L'exercici de les funcions de la Unitat d'Informació de Transparència del Ministeri, segons preveu l'article 21 de la Llei 19/2013, de 9 de desembre, de transparència, accés a la informació pública i bon govern i el recolzo en la coordinació de les iniciatives d'aquest Departament en matèria de Govern Obert.
- L'exercici de les funcions d'Unitat d'Igualtat del Ministeri, segons preveu l'article 77 de la Llei Orgànica 3/2007, de 22 de març, per a la igualtat efectiva de dones i homes.
- L'adreça, impuls i coordinació de l'administració electrònica en el Departament i els seus organismes adscrits.
- La coordinació de les activitats vinculades amb les avaluacions de les polítiques públiques de competència del Departament en suport del Institut per a l'Avaluació de Polítiques Públiques del Ministeri de Política Territorial i Funció Pública, d'acord amb el pla d'avaluacions de polítiques públiques que aprovi el Consell de Ministres.

## Estructura
De la Sotssecretaria depenen els següents òrgans directius:
- Secretària General Tècnica
- La Subdirecció General de l'Oficina Pressupostària i Gestió Econòmica.
- La Subdirecció General de Recursos Humans i Inspecció de Serveis.
- La Subdirecció General d'Assumptes Generals i Coordinació.
- La Divisió de Tecnologies de la Informació.

Depenent directament de la Subsecretaria, i com a òrgan de suport i assistència immediata del seu titular, existeix un Gabinet Tècnic amb nivell de subdirecció general.

### Organismes adscrits
- L'Advocacia de l'Estat en el Departament.
- La Intervenció Delegada de la Intervenció General de l'Administració de l'Estat en el Departament.

## Llista de subsecretaris
| Nom                               | Cos de funcionaris                                                          | Any de naixement | Data de nomenament     |
| --------------------------------- | --------------------------------------------------------------------------- | ---------------- | ---------------------- |
| Manuel María de Uriarte y Zulueta | Cos d'Advocats de l'Estat                                                   | 1932             | 20 d'abril de 1979     |
| Joaquín Ortega Salinas            | Diplomàtic                                                                  | 1932             | 11 de juliol de 1980   |
| José María Fernández Cuevas       | Cos d'Inspectors d'Hisenda de l'Estat                                       | 1936             | 10 d'octubre de 1980   |
| José Luis del Valle Pérez         | Cos d'Advocats de l'Estat                                                   | 1950             | 18 de desembre de 1981 |
| José Maldonado Ramos              | Cos d'Advocats de l'Estat                                                   | 1952             | 3 de setembre de 1982  |
| Andrés García de la Riva Sanchiz  |                                                                             |                  | 7 de desembre de 1982  |
| Luciano José Parejo Alfonso       | Professor universitari                                                      | 1947             | 15 de març de 1985     |
| Juan Ignacio Moltó García         | Cos d'Inspectors de Treball                                                 | 1943             | 20 de febrer de 1987   |
| Francisco Hernández Spinola       | Cos Superior d'Administradors Generals de la Comunitat Autònoma de Canàries | 1957             | 23 de juliol de 1993   |
| Manuel Ortells Ramos              | Professor universitari                                                      | 1952             | 7 de juliol de 1995    |
| Jaime Rodríguez Arana Muñoz       | Professor universitari                                                      | 1961             | 10 de maig de 1996     |
| María Dolores de Cospedal García  | Cos d'Advocats de l'Estat                                                   | 1965             | 5 de maig de 2000      |
| Marino Díaz Guerra                | Professor universitari                                                      | 1937             | 19 de juliol de 2002   |
| Dolores de la Fuente Vázquez      | Cos d'Inspectors de Treball                                                 | 1949             | 5 de setembre de 2003  |
| María Dolores Carrión Martín      | Cos Superior d'Administradors Civils de l'Estat                             | 1959             | 19 d'abril de 2004     |
| José Antonio Benedicto Iruiñ      | Cos Superior d'Administradors Civils de l'Estat                             | 1971             | 13 de juliol de 2007   |
| Juan Antonio Cortecero Montijano  | Cos Superior d'Administradors de Gestió Financera de la Junta d'Andalusia   | 1959             | 17 d'abril de 2009     |
| Dionisia Manteca Marcos           | Cos Superior d'Administradors Civils de l'Estat                             | 1970             | 15 de juny de 2018     |